# Alles muss raus (Film)
Alles muss raus (Originaltitel Everything Must Go) ist eine US-amerikanische Tragikomödie von Dan Rush aus dem Jahr 2010. Der Film basiert auf der Kurzgeschichte Why don’t you dance? des Schriftstellers Raymond Carver.

## Handlung
Der Verkäufer Nick Halsey verliert nach vielen Jahren seinen Job. Der ehemalige Alkoholiker hat auf einer Betriebsfeier wieder stark getrunken und hat hiernach einen Filmriss. Er erfährt im Entlassungsgespräch, dass er eine neue Kollegin sexuell belästigt habe und diese ihn verklagen wolle. Er kann sich jedoch an nichts mehr erinnern. Als er nach Hause kommt, sind alle Schlösser ausgetauscht, und sein ganzes Hab und Gut ist auf dem Rasen vor dem Haus verstreut. Seine Frau hat ihn verlassen.
Völlig resigniert deckt sich Nick mit Unmengen an Bier ein und campiert künftig in seinem Sessel vor dem Haus. Er lernt die neue schwangere Nachbarin Samantha kennen, die gegenüber einzieht, und erklärt ihr, dass er lediglich seine alten Dinge entsorgt und ansonsten alles in Ordnung ist. Zudem macht er die Bekanntschaft mit dem schwarzen Jungen Kenny, der über die wahren Vorkommnisse informiert ist. Zwischen Kenny und Nick entwickelt sich eine Freundschaft, so dass der Junge auf den Hausrat aufpasst, wenn Nick Besorgungen macht. Bei einem Einkauf bemerkt er, dass seine Frau das Konto und die Kreditkarte hat sperren lassen. Somit verfügt er über keinerlei finanzielle Mittel mehr.
Einige Nachbarn informieren die Polizei, die ihm das weitere Campieren vor dem Haus untersagt. Letzte Rettung ist sein ehemaliger Pate bei den Anonymen Alkoholikern und mittlerweile Freund der Familie Detective Frank Garcia, der ihm eine Gnadenfrist verschafft. Er rät ihm einen Flohmarkt zu veranstalten und somit weitere drei Tage zu gewinnen. Zähneknirschend stimmt Nick, der zunehmend verwahrlost, zu. Samantha bemerkt, dass Nick ihr nicht die Wahrheit gesagt hat und versucht ihn in Gesprächen aufzubauen. Allerdings hat sie selbst Probleme, da die Ehe mit ihrem Mann zunehmend problematisch wird.
Mit großer Unterstützung durch Kenny wird der Flohmarkt ein voller Erfolg, Nick fördert das Verkaufstalent des Jungen und trennt sich von vielen alten Erinnerungsstücken. Nick entsagt dem Alkohol und will sein Leben wieder in den Griff bekommen. Dann muss er erfahren, dass sein Freund Frank ihn mit seiner Ehefrau betrügt, die inzwischen die Scheidung will. Auch stellt sich heraus, dass die angeblich belästigte Kollegin noch zwei andere Männer zu Unrecht beschuldigt hat. Er schenkt Kenny die gesamten Einnahmen des Flohmarktes und verschenkt die letzten wertvollen und erinnerungsträchtigen Dinge an seinen Nachbarn und Samantha, deren Mann wieder zurückgekehrt ist. Völlig mit sich im Reinen, spielt er seinen Plattenspieler auf dem Rasen, als plötzlich Samantha vor ihm steht. Beide umarmen sich innig und sind sich gegenseitig dankbar.

## Kritiken
„Tragikomödie voller Überraschungen, die aber ihr Potenzial nicht ausschöpft. Will Ferrell stellt indes sein Talent als tragischer Held unter Beweis.“

„Nachdenkliche Tragikomödie und Gesellschaftssatire mit Will Ferrell als Mann auf dem absteigenden Ast, dem im Angesicht des Abgrunds auf wundersame Weise bisher wenig beachtete Nachbarn und das gnädige Schicksal zur Hilfe eilen. Trockener Humor, gute Botschaften, gute Typen. Vielleicht Ferrells bis dato beste, weil forderndste darstellerische Leistung adressiert klar an den gehobenen Geschmack, sollte aber dank diverser komischer und destruktiver Momente auch Ferrells Kernanhängerschaft nicht verprellen.“

## Deutsche Produktion
Die deutsche Fassung wurde von TV+Synchron Berlin produziert.